# Amag
Amag is een historisch Duits merk van motorfietsen.
Amag stond voor: Allgemeine Motorfahrzeug AG, Berlin.
Toen Amag in 1924 begon met de productie van lichte motorfietsen was de Duitse "motorboom" van na de Eerste Wereldoorlog al begonnen. Honderden kleine merken ontstonden en vrijwel zonder uitzondering kochten zij inbouwmotoren van andere fabrikanten. Amag deed dat ook: het kocht bij Bekamo 149cc-tweetaktmotortjes in. Een dergelijk groot aantal motorfietsmerken kon natuurlijk niet overleven. Het was onmogelijk een dealernetwerk op te bouwen en de leveranciers van inbouwmotoren zouden een dergelijke grote vraag ook niet aankunnen. Het bleef dus voor de meeste merken bij een klein aantal verkochte motorfietsen in de eigen regio. In 1925 verdwenen ruim 150 van deze merken dan ook weer. Een daarvan was Amag.
In Zwitserland (Zürich) was een bedrijf dat Neue A.M.A.G. heette, maar motorfietsen produceerde onder de merknaam AMI.